# UCI Africa Tour 2015
Navigation
Édition précédente Édition suivante
L'UCI Africa Tour 2015 est la onzième édition de l'UCI Africa Tour, l'un des cinq circuits continentaux de cyclisme de l'Union cycliste internationale. Il est composé de 33 compétitions organisées du 14 janvier au 20 décembre 2015 en Afrique.

## Calendrier des épreuves

### Janvier
| Date  | Course        | Pays   | Classe | Vainqueur         | Équipe        |
| ----- | ------------- | ------ | ------ | ----------------- | ------------- |
| 14-18 | Tour d'Égypte | Égypte | 2.2    | Francisco Mancebo | Skydive Dubai |

### Février
| Date  | Course                                                    | Pays           | Classe | Vainqueur                                                         | Équipe                            |
| ----- | --------------------------------------------------------- | -------------- | ------ | ----------------------------------------------------------------- | --------------------------------- |
| 9     | Championnats d'Afrique - contre-la-montre par équipes     | Afrique du Sud | CC     | Natnael Berhane Mekseb Debesay Daniel Teklehaimanot Merhawi Kudus | Équipe nationale d'Érythrée       |
| 11    | Championnats d'Afrique - contre-la-montre                 | Afrique du Sud | CC     | Tsgabu Grmay                                                      | Équipe nationale d'Éthiopie       |
| 14    | Championnats d'Afrique - course en ligne                  | Afrique du Sud | CC     | Louis Meintjes                                                    | Équipe nationale d'Afrique du Sud |
| 16-22 | Tropicale Amissa Bongo                                    | Gabon          | 2.1    | Rafaâ Chtioui                                                     | Skydive Dubai                     |
| 26    | Challenges de la Marche verte - Grand Prix Sakia El Hamra | Maroc          | 1.2    | Salaheddine Mraouni                                               | Équipe nationale du Maroc         |
| 28    | Challenges de la Marche verte - Grand Prix Oued Eddahab   | Maroc          | 1.2    | Essaïd Abelouache                                                 | Équipe nationale du Maroc         |

### Mars
| Date  | Course                                                | Pays     | Classe | Vainqueur              | Équipe                                    |
| ----- | ----------------------------------------------------- | -------- | ------ | ---------------------- | ----------------------------------------- |
| 1     | Challenges de la Marche verte - Grand Prix Al Massira | Maroc    | 1.2    | Abdelati Saadoune      | Équipe nationale du Maroc                 |
| 6     | Circuit international d'Alger                         | Algérie  | 1.2    | Hichem Chaabane        | Cevital                                   |
| 7-9   | Tour international d'Oranie                           | Algérie  | 2.2    | Azzedine Lagab         | Groupement Sportif des Pétroliers Algérie |
| 10    | Grand Prix d'Oran                                     | Algérie  | 1.2    | Janvier Hadi           | Équipe nationale du Rwanda                |
| 12-14 | Tour international de Blida                           | Algérie  | 2.2    | Mekseb Debesay         | Équipe nationale d’Érythrée               |
| 14-22 | Tour du Cameroun                                      | Cameroun | 2.2    | Clovis Kamzong         | SNH Velo Club                             |
| 15    | Critérium international de Sétif                      | Algérie  | 1.2    | Mekseb Debesay         | Équipe nationale d’Érythrée               |
| 16-19 | Tour international de Sétif                           | Algérie  | 2.2    | Nabil Baz              | Vélo Club Sovac                           |
| 21-24 | Tour international d'Annaba                           | Algérie  | 2.2    | Abdelbasset Hannachi,  | Groupement Sportif des Pétroliers Algérie |
| 25-27 | Tour international de Constantine                     | Algérie  | 2.2    | Amanuel Gebrezgabihier | Équipe nationale d’Érythrée               |
| 28    | Circuit international de Constantine                  | Algérie  | 1.2    | Azzedine Lagab,        | Groupement Sportif des Pétroliers Algérie |
| 30    | Critérium international de Blida                      | Algérie  | 1.2    | Abdelbasset Hannachi   | Groupement Sportif des Pétroliers Algérie |

### Avril
| Date | Course           | Pays           | Classe | Vainqueur         | Équipe          |
| ---- | ---------------- | -------------- | ------ | ----------------- | --------------- |
| 3-12 | Tour du Maroc    | Maroc          | 2.2    | Tomasz Marczyński | Torku Şekerspor |
| 27   | PMB Road Classic | Afrique du Sud | 1.2    | Reynard Butler    | Abantu          |

### Mai
| Date | Course                                            | Pays           | Classe | Vainqueur                       | Équipe                         |
| ---- | ------------------------------------------------- | -------------- | ------ | ------------------------------- | ------------------------------ |
| 1    | Mayday Classic                                    | Afrique du Sud | 1.2    | Hendrik Kruger Nicholas Dlamini | Abantu MTN-Qhubeka WCCA Feeder |
| 3    | Hibiscus Cycle Classic                            | Afrique du Sud | 1.2    | Metkel Eyob                     | MTN-Qhubeka WCCA Feeder        |
| 7    | Challenge du Prince - Trophée princier            | Maroc          | 1.2    | Salaheddine Mraouni             | Équipe nationale du Maroc      |
| 9    | Challenge du Prince - Trophée de l'anniversaire   | Maroc          | 1.2    | Essaïd Abelouache               | Équipe nationale du Maroc      |
| 10   | Challenge du Prince - Trophée de la maison royale | Maroc          | 1.2    | Anass Aït El Abdia              | Équipe nationale du Maroc      |

### Septembre
| Date | Course                | Pays          | Classe | Vainqueur          | Équipe                    |
| ---- | --------------------- | ------------- | ------ | ------------------ | ------------------------- |
| 27-2 | Tour de Côte d'Ivoire | Côte d'Ivoire | 2.2    | Mouhssine Lahsaini | Équipe nationale du Maroc |

### Octobre
| Date  | Course                  | Pays         | Classe | Vainqueur          | Équipe                    |
| ----- | ----------------------- | ------------ | ------ | ------------------ | ------------------------- |
| 15-18 | Grand Prix Chantal Biya | Cameroun     | 2.2    | Mouhssine Lahsaini | Équipe nationale du Maroc |
| 30-8  | Tour du Faso            | Burkina Faso | 2.2    | Mouhssine Lahsaini | Équipe nationale du Maroc |

### Novembre
| Date  | Course         | Pays   | Classe | Vainqueur             | Équipe           |
| ----- | -------------- | ------ | ------ | --------------------- | ---------------- |
| 15-22 | Tour du Rwanda | Rwanda | 2.2    | Jean Bosco Nsengimana | Rwanda Karisimbi |

### Décembre
| Date | Course                                              | Pays  | Classe | Vainqueur          | Équipe                    |
| ---- | --------------------------------------------------- | ----- | ------ | ------------------ | ------------------------- |
| 17   | Challenge des phosphates - Grand Prix de Khouribga  | Maroc | 1.2    | Mouhssine Lahsaini | Équipe nationale du Maroc |
| 19   | Challenge des phosphates - Grand Prix de Youssoufia | Maroc | 1.2    | Abdelati Saadoune  | Équipe nationale du Maroc |
| 20   | Challenge des phosphates - Grand Prix de Ben Guerir | Maroc | 1.2    | Lahcen Saber       | Équipe nationale du Maroc |

### Épreuves annulées
| Date         | Course               | Pays           | Classe | Cause |
| ------------ | -------------------- | -------------- | ------ | ----- |
| 15-19 avril  | Mzansi Tour          | Afrique du Sud | 2.2    |       |
| 29 nov-3 déc | Cycle4Madiba Tour    | Afrique du Sud | 2.2    |       |
| 4 décembre   | Cycle4Madiba Classic | Afrique du Sud | 1.2    |       |

## Classements finals
| Rang | Coureur                 | Pays     | Points |
| ---- | ----------------------- | -------- | ------ |
| 1    | Salaheddine Mraouni     | Maroc    | 289    |
| 2    | Mouhssine Lahsaini      | Maroc    | 271    |
| 2    | Essaïd Abelouache       | Maroc    | 240    |
| 4    | Rafaa Chtioui           | Tunisie  | 221    |
| 5    | Mekseb Debesay          | Érythrée | 219,67 |
| 6    | Abdelati Saadoune       | Maroc    | 181    |
| 7    | Anass Aït El Abdia *    | Maroc    | 171    |
| 8    | Abderrahmane Mansouri * | Algérie  | 156    |
| 9    | Janvier Hadi            | Rwanda   | 144,33 |
| 10   | Azzedine Lagab          | Algérie  | 140    |

| Rang | Équipe                                    | Pays                | Points |
| ---- | ----------------------------------------- | ------------------- | ------ |
| 1    | Skydive Dubai-Al Ahli Club                | Émirats arabes unis | 571    |
| 2    | Groupement Sportif des Pétroliers Algérie | Algérie             | 499    |
| 3    | MTN-Qhubeka                               | Afrique du Sud      | 471,02 |
| 4    | Bike Aid                                  | Allemagne           | 239,67 |
| 5    | Europcar                                  | France              | 185,67 |
| 6    | Torku Şekerspor                           | Turquie             | 104    |
| 7    | Bretagne-Séché Environnement              | France              | 95     |
| 8    | Al Marakeb                                | Maroc               | 73     |
| 9    | Vélo Club Sovac                           | Algérie             | 42     |
| 10   | Veranclassic-Ekoï                         | Belgique            | 33     |

| Rang | Pays                      | Points  |
| ---- | ------------------------- | ------- |
| 1    | Maroc                     | 1 704   |
| 2    | Algérie                   | 1 161,8 |
| 3    | Afrique du Sud            | 876,88  |
| 4    | Érythrée                  | 802,88  |
| 5    | Rwanda                    | 613,99  |
| 6    | Tunisie                   | 488     |
| 7    | Cameroun                  | 221     |
| 8    | Namibie                   | 168,01  |
| 9    | République centrafricaine | 143     |
| 10   | Zimbabwe                  | 140     |

| Rang | Pays           | Points |
| ---- | -------------- | ------ |
| 1    | Algérie        | 444    |
| 2    | Rwanda         | 320,66 |
| 3    | Érythrée       | 290,47 |
| 4    | Maroc          | 238    |
| 5    | Afrique du Sud | 163,67 |
| 6    | Éthiopie       | 71,67  |
| 7    | Côte d'Ivoire  | 70     |
| 8    | Tunisie        | 67     |
| 9    | Namibie        | 62,34  |
| 10   | Maurice        | 61     |